# Rivolte di Léopoldville

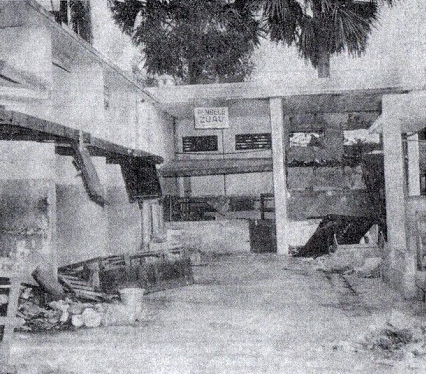
Danni arrecati al mercato di Léopoldville durante le rivolte

Le rivolte di Léopoldville furono dei disordini civili che ebbero luogo nel gennaio 1959 nell'odierna Kinshasa, all'epoca nota con il nome di Léopoldville e facente parte del Congo belga.  Rivelatesi un momento importante per il movimento di indipendenza congolese, le rivolte si verificarono quando ai membri del partito politico Alliance des Bakongo (ABAKO) non fu permesso di riunirsi in protesta. Ciò scaturì una dura repressione da parte delle autorità coloniali che produsse diverse vittime. Il bilancio esatto di queste ultime non è noto, ma almeno 49 persone vennero uccise e si ipotizza che le vittime totali possano essere arrivate a 500. In seguito a questi disordini venne organizzata a Bruxelles una tavola rotonda per negoziare i termini dell'indipendenza del Congo, che fu ottenuta il 30 giugno 1960.

## Antefatti
Il dominio coloniale in Congo iniziò alla fine del XIX secolo. Il re Leopoldo II del Belgio, frustrato dalla mancanza di potere e prestigio internazionale del suo regno, tentò di persuadere il governo belga a sostenere l'espansione coloniale intorno al bacino del Congo in gran parte inesplorato. L'ambivalenza del governo belga sull'idea portò Leopoldo a creare la colonia per proprio conto. Con il sostegno di un certo numero di paesi occidentali, che vedevano il Belgio come un utile stato cuscinetto tra potenze coloniali rivali, Leopoldo ottenne il riconoscimento internazionale della colonia personale dello Stato Libero del Congo nel 1885. All'inizio del XX secolo tuttavia, la violenza dei funzionari dello Stato Libero contro gli indigeni congolesi e lo spietato sistema di estrazione economica avevano portato a un'intensa pressione diplomatica sul Belgio affinché prendesse il controllo ufficiale del paese, cosa che fece nel 1908 fondando il Congo belga.
Durante le ultime fasi della seconda guerra mondiale in Congo emerse una nuova classe sociale nota come évolué, formata dalla classe media africana che con il boom economico ricoprì incarichi qualificati, come impiegati e infermieri. Sebbene non esistessero criteri universali per determinare lo status di évolué, era generalmente accettato che per appartenervi bisognasse avere "una buona conoscenza del francese, aderire al cristianesimo e avere una qualche forma di istruzione secondaria".  Fino agli anni '50 la maggior parte degli évolué si preoccupava solo delle disuguaglianze sociali e del loro trattamento da parte dei belgi.  Il nazionalismo nacque nel 1958, quando sempre più évolué iniziarono a interagire con altri al di fuori dei propri luoghi e a discutere sulle strutture future di uno stato congolese postcoloniale. Una sfilza di nuovi partiti politici si contendevano il sostegno popolare, tra cui l'Alliance des Bakongo (ABAKO) guidata da Joseph Kasa-Vubu e il Movimento Nazionale Congolese (MNC) guidato da Patrice Lumumba. L'amministrazione coloniale belga tentò di mettere in atto un piano per la decolonizzazione, ma richiedeva più tempo per costruire un'amministrazione congolese e prepararsi alla loro uscita, così tentò di isolare il paese dall'Africa e dall'Europa e di sopprimere l'organizzazione politica. Ciò divenne sempre più difficile man mano che il nazionalismo congolese diventava sempre più popolare, così nel luglio 1958 il governo belga istituì un gruppo di studio per considerare nuove riforme nella colonia. In risposta ai risultati del gruppo di studio, l'amministrazione coloniale decise di annunciare cambiamenti costituzionali in Congo il 13 gennaio 1959.
Il 28 dicembre 1958 Lumumba organizzò un importante raduno del MNC a Léopoldville, dove riferì della sua partecipazione alla Conferenza di tutti i popoli africani ad Accra, in Ghana, svoltasi all'inizio di quel mese. Notando il successo del raduno, Kasa-Vubu decise di organizzare il proprio evento una settimana dopo, la domenica del 4 gennaio 1959, per discutere del nazionalismo africano. L'ABAKO chiese il permesso di tenere l'incontro presso l'edificio della YMCA di Léopoldville, ma l'amministrazione municipale, avendo ricevuto un breve preavviso, comunicò che sarebbe stato autorizzato solo un "incontro privato". Inoltre i funzionari belgi avvertirono che se l'evento fosse diventato politico, i leader dell'ABAKO sarebbero stati ritenuti responsabili.

## Le rivolte
Interpretando gli avvertimenti dell'amministrazione come un divieto della riunione, il 3 gennaio la dirigenza dell'ABAKO tentò di posticipare il proprio evento, ma il giorno successivo si riunì comunque una grande folla alla sede dello YMCA. Kasa-Vubu e altri funzionari dell'ABAKO cercarono di rimandare a casa i manifestanti ma non furono in grado di calmare la folla che, rifiutandosi di andare via, diede inizio alle violenze.
La folla iniziò a lanciare pietre contro la polizia e ad attaccare gli automobilisti bianchi. Al gruppo iniziale di manifestanti si aggiunsero presto 20.000 congolesi provenienti da uno stadio di calcio nei dintorni.  All'epoca i resoconti della stampa stimavano che 35.000 africani fossero stati coinvolti nelle violenze, che si diffusero rapidamente quando i rivoltosi tentarono di entrare nella sezione europea della capitale. I rivoltosi avrebbero distrutto e saccheggiato le vetrine dei negozi, dato fuoco alle sedi delle missioni cattoliche e picchiato i sacerdoti cattolici. Molti manifestanti cantavano "indépendance immédiate".
L'ordine fu ristabilito con l'impiego di poliziotti africani alle dipendenze del governo coloniale e con auto blindate guidate dal generale Émile Janssens. Le autorità coloniali arrestarono fino a 300 congolesi, tra cui Kasa-Vubu, che in seguito sarebbe diventato il primo presidente del Congo appena indipendente, Simon Mzeza  e il vicepresidente dell'ABAKO Daniel Kanza. Tutti e tre vennero accusati di aver incitato alla rivolta.

## Conseguenze
Le stime del bilancio finale delle vittime della rivolta sono discordanti, seppur le stime delle vittime totali arrivino fino a 500. Le vittime ufficiali vennero conteggiate in 49 africani uccisi e 241 feriti.  Tuttavia molti africani non si recarono negli ospedali e molti di coloro che morirono vennero sepolti in modo poco appariscente.  Le rivolte di gennaio segnarono un punto di svolta nel movimento di liberazione congolese, costringendo le autorità coloniali e belghe a riconoscere che nella colonia esistevano gravi problemi.  A differenza delle precedenti espressioni di malcontento, le lamentele provennero principalmente da residenti urbani non istruiti, e non dagli évolués, i quali, come gli europei, furono turbati dalla distruzione.
Subito dopo, le autorità belghe incolparono la popolazione africana disoccupata, seppur affermando che la maggior parte dei 250.000 residenti africani della città non era coinvolta.  Il parlamento belga istituì una commissione d'inchiesta per indagare sulla causa dei disordini. Secondo le indagini, i disordini furono il culmine del malcontento per la discriminazione razziale, per il sovraffollamento e per la disoccupazione. La commissione concluse inoltre che gli eventi politici esterni, come la decisione della Francia di concedere l'autogoverno al vicino Congo francese, fossero un altro fattore che contribuì al malcontento, e criticò la risposta dell'amministrazione coloniale alla rivolta. Il 13 gennaio l'amministrazione proseguì con l'annuncio programmato delle riforme, tra cui nuove elezioni locali nel dicembre successivo, l'istituzione di un nuovo statuto della funzione pubblica che non facesse distinzioni razziali e la nomina di più africani negli organi consultivi. Anche il re belga Baldovino dichiarò per la prima volta che l'indipendenza sarebbe stata concessa al Congo in futuro. I media internazionali presumevano che le riforme fossero state fatte in risposta alle rivolte. Non ci sono prove a sostegno di ciò, sebbene sia possibile che la dichiarazione di Baldovino fosse stata fatta per temperare l'opinione pubblica congolese.

## Commemorazione
Il 4 gennaio viene celebrato come giorno festivo nella Repubblica Democratica del Congo, noto come Giorno dei Martiri. Gli eventi segnarono la radicalizzazione del movimento indipendentista e sono spesso considerati la "campana a morto" per il controllo belga del Congo. Questa radicalizzazione si verificò da entrambe le parti, con un gruppo congolese che preferiva usare la violenza per raggiungere l'indipendenza per la prima volta da un lato e con una comunità bianca che divenne sempre più preparata alla violenza dall'altro. Alcuni bianchi pianificarono di attuare un colpo di Stato nel caso in cui un governo a maggioranza nera avesse preso il potere.
I disordini segnarono anche un periodo di crescente tensione e di rottura per il MNC, i principali rivali politici dell'ABAKO. A partire dai disordini di gennaio, l'influenza di entrambi i partiti nazionalisti si espanse per la prima volta al di fuori delle principali città e le manifestazioni e le rivolte nazionaliste divennero un evento regolare nel corso dell'anno successivo, il ché spinse un gran numero neri non appartenenti agli évolué ad avvicinarsi al movimento indipendentista. Con l'arresto della maggior parte della leadership dell'ABAKO, il MNC si ritrovò in una posizione politica vantaggiosa.